# Институт биологии моря Университета Черногории
Институт биологии моря (черног. Institut za biologiju mora, серб. Институт за биологиjу мора) — одно из научно-исследовательских учреждений Университета Черногории, единственного государственного высшего учебного заведения Черногории.
Институт начал свою деятельность в 1961 году. Расположен в Которе, в здании дворца знатной семьи Радоничич (черног. Radoničić) начала XIX века.
С 1965 года институт издает журнал «Marina Studio», сотрудничает с морским факультетом Университета Черногории, расположенным также в Которе.
В 2019 году в институте проводилась международная научная конференция по защите биоразнообразия AdriBioPro2019.

## Структура
В состав института входят следующие лаборатории:
- Лаборатория химии, биохимии и молекулярной биологии
- Лаборатория ихтиологии и морского рыболовства
- Лаборатория нейробиологии и экофизиологии
- Лаборатория общей биологии моря
- Лаборатория по исследованию и развитию аквакультуры